# Kanton Fontenay-aux-Roses
Kanton Fontenay-aux-Roses is een voormalig kanton van het Franse departement Hauts-de-Seine. Kanton Fontenay-aux-Roses maakte deel uit van het arrondissement Antony en telt 23.537 inwoners (1999).
Het werd opgeheven bij decreet van 24 februari 2014, met uitwerking in maart 2015.

## Gemeenten
Het kanton Fontenay-aux-Roses omvatte enkel de gemeente Fontenay-aux-Roses.